# Dannes Coronel
Dannes Arcenio Coronel Campoverde (Naranjal, 1973. május 24. – Naranjal, 2020. július 7.) válogatott ecuadori labdarúgó, hátvéd.

## Pályafutása

### Klubcsapatban
1991 és 1999 között az Emelec, 2000 és 2002 között az El Nacional, 2003-ban a Deportivo Cuenca, 2004-ben a Barcelona SC, 2005-ben a Macará labdarúgója volt. Az Emeleccel két ecuadori bajnoki címet nyert.

### A válogatottban
1992 és 2000 között 27 alkalommal szerepelt az ecuadori válogatottban.

## Sikerei, díjai
Emelec
- Ecuadori bajnokság
  - bajnok: 1993, 1994